# Vogue

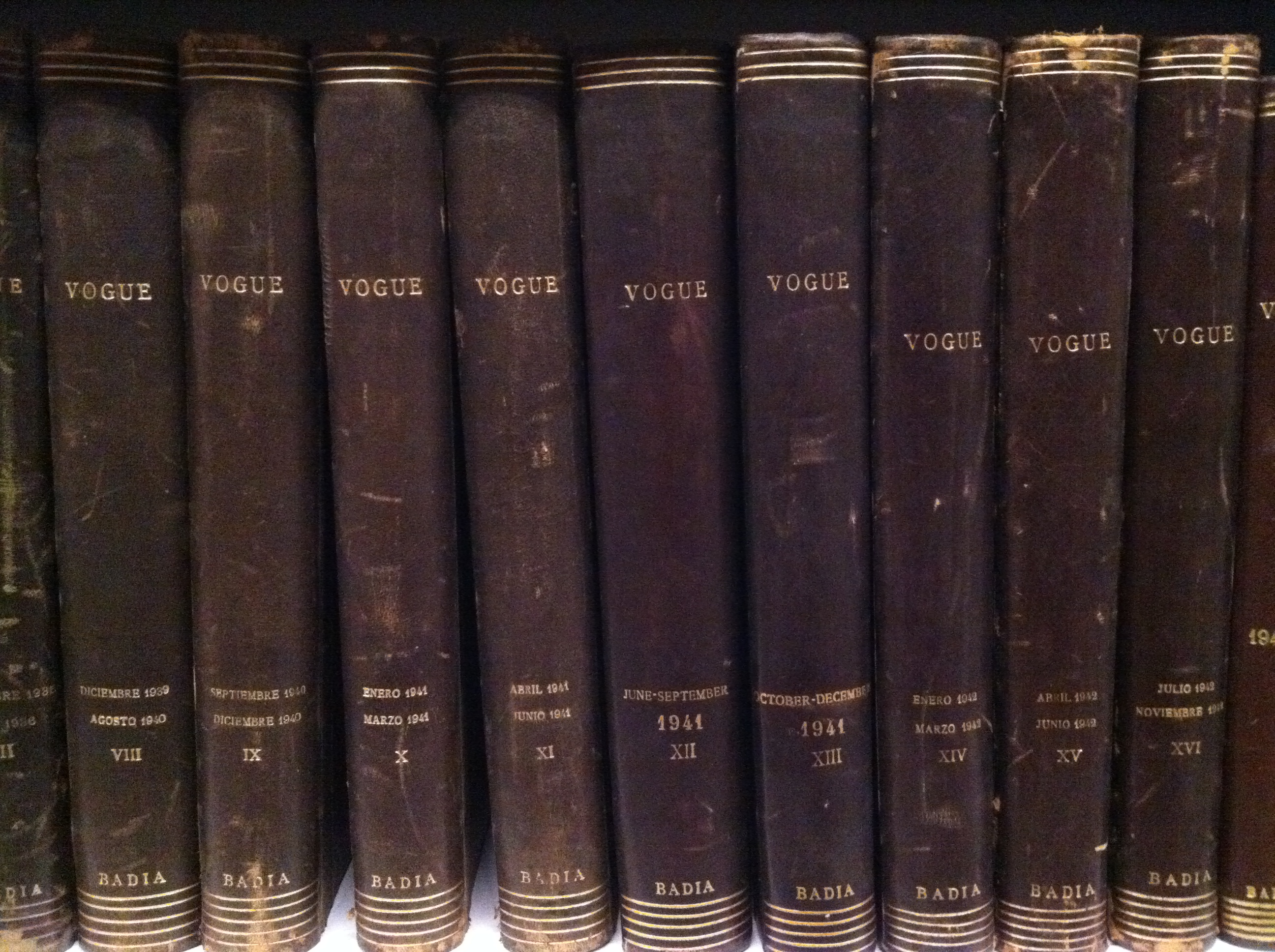
Col·lecció de revistes Vogue a la biblioteca del Centre de Documentació i Museu Tèxtil de Terrassa

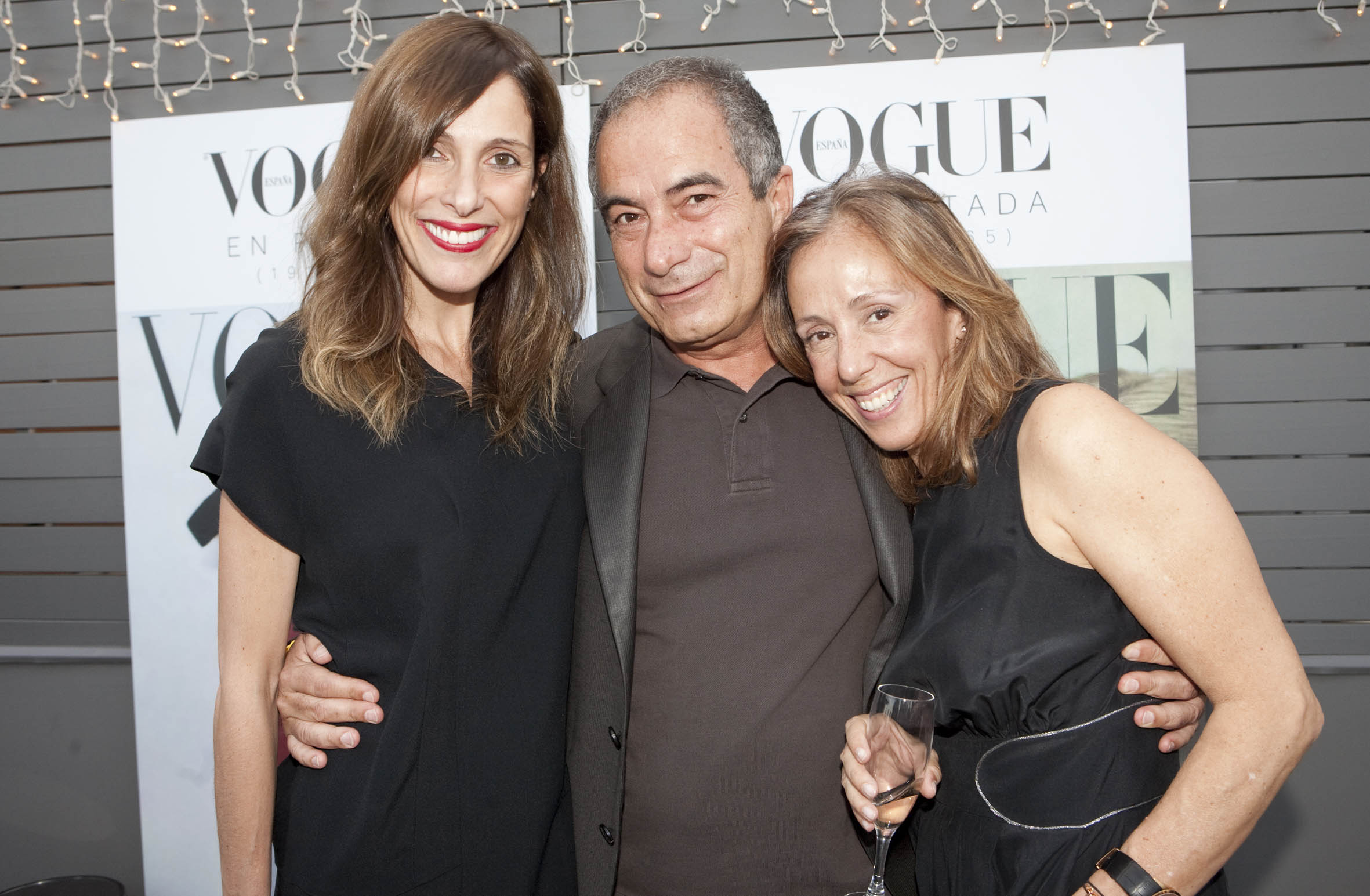
Yolanda Sacristán, directora de Vogue Espanya, a l'esquerra de la imatge, durant la fira The Brandery (Barcelona, 2010)

Vogue és una revista estatunidenca de moda i estils de vida que s'edita en nombrosos països.
Es tracta d'una publicació mensual orientada al públic femení, considerada la més influent a escala mundial. L'edita Conde Nast Publications, Inc., editorial creada el 1908 amb seu a la ciutat de Nova York. La primera revista va aparèixer el setembre de 1916. Ofereix reportatges molt populars de les marques de moda més importants com Dior, Chanel o Gucci, sobre les últimes tendències o els joves dissenyadors de moda com Julien Fournié, Ricardo Tisci o Olivier Theyskens.
En la realització de la seva publicació mensual, Vogue col·labora amb artistes de renom a escala mundial: des de fotògrafs i dissenyadors fins a il·lustradors entre els quals es troben Jordi Labanda.
VOGUE compta amb un total de 22 edicions mensuals a escala global. D'aquesta manera, cada país compta amb un equi pròpi de direcció de l'edició de la seva revista. A Espanya, la cap editoral de contingut és Inés Lorenzo; mentre que als Estats Units, Anna Wintour manté la posició des de 1988.
Vogue és coneguda com la Bíblia de la Moda, i gaudeix de gran prestigi en el sector. A Espanya s'hi publica des dels anys 80, i des de 2001 està disponible la seva versió en línia.

## Història

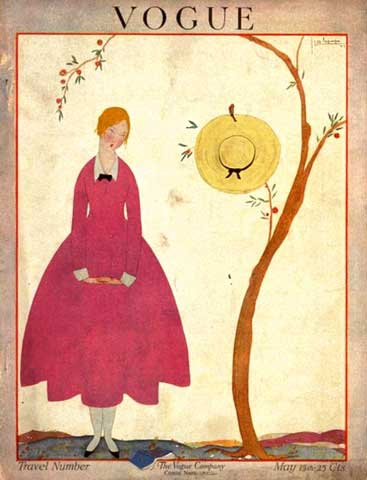
Portada de Vogue el maig de 1917

### Josephine Redding 1892 - 1901
Fundada el 1892 per Arthur Baldwin Turnure, amb l'ajuda financera de Gertrude Vanderbilt Whitney, Vogue era aleshores una petita publicació setmanal dedicada a la vida mundana de Nova York.Josephine Redding en va ser l'editora.

### Marie Harrison 1901 - 1914
El 1905, Condé Montrose Nast, un jove advocat i editor, diu de la revista que
| « | Vogue és el conseller tècnic, el consultor especialitzat de la dona a la moda | » |

Després de la mort d'Arthur Baldwin Turnure el 1906, Condé Montrose Nast va reprendre el 1909 la publicació que llavors era un petit diari moribund de fons i lectors, i es desenvolupa. El primer canvi és una publicació cada dues setmanes en lloc de cada setmana. Des dels primers anys de la presa de possessió, Vogue, composta per il·lustracions, ressenyes i articles de fons barregen art, alta costura, alta societat, consells mundans, però també xafarderies, veu augmentar el seu nombre de pàgines. Nast se centra especialment en un públic elitista, principalment a través de la portada de la revista; la torna a centrar en la moda, desitjant augmentar la publicitat. Va viatjar a Europa als anys 1910, va anar primer a Anglaterra i després a Espanya, on va trobar un fracàs amb el llançament de l'edició espanyola, i finalment a França el 1920. La revista va declinar un interès important per l'Art Nouveau, després per l'Art déco en les dècades següents.

### Edna Woolman Chase 1914 - 1951
Edna Woolman Chase, seguidora de l'estil victorià, que va començar a finals del segle xix a Vogue per un "servei de missatgeria " en un treball temporal de tres setmanes, s'acaba convertint en managing editor als anys 1910, i més tard redactora en cap. Vogue contracta el seu primer fotògraf, el baró Adolf De Meyer i París és aleshores la capital de la moda i l'art: les fotografies d'aquells anys seran sobretot
| « | retrats socials per encarnar la moda d'alta costura parisina. | » |

Nast també va presentar fotografies d'actrius. Però la Primera Guerra Mundial va provocar el tancament de les cases de moda franceses. Woolman Chase, fidel col·laborador de Nast i amb el suport de la revista, fomenta la creació als Estats Units; serà l'origen de l'aparició de molts estilistes locals. Durant la Primera Guerra Mundial, es va fundar Vogue britànica amb èxit a l'altre costat de l'Atlàntic, amb l'ajuda de l'oficina dels EUA; quatre anys més tard, serà el torn de l'edició francesa, un èxit immediat. Això no obstant, en els següents anys, el predomini de la versió americana és total, i les edicions d'altres països sovint són molt semblants pel que fa al contingut a la Vogue americana. Condé Montrose Nast persevera en la línia que va instal·lar a Vogue
| « | la voluntat de promocionar tot el que és nou en l'art amb la condició que s'uneixin el talent i el chic essencial que és la marca de la revista | » |

Tanmateix, William Randolph Hearst va comprar Harper's Bazaar el 1913 i aquesta revista es convertirà en el competidor més ferotge de Vogue en els anys següents.
L'assistent d'Edna Woolman Chase, de 1921, era un tal Carmel White (Carmel Snow), llavors gairebé un principiant. Dos anys després, la revista celebra el seu trentè aniversari, és un punt d'inflexió: Vogue era en aquesta època una empresa internacional fermament consolidada, amb una revista que s'havia fet famosa, reconeguda i influent, amb una tirada multiplicada per deu en menys de tres dècades. La revista té ara unes quantes pàgines interiors amb color, i la il·lustració omnipresent ha passat de la seva funció lateral de simplement... il·lustrar, a esdevenir essencial; Lepape, Benito, Carl Erickson, o molts il·lustradors francesos i nord-americans seran en primer pla a Vogue. Tanmateix, els primers fotògrafs famosos, com Steichen o Man Ray, participen cada cop més en les pàgines de la revista els anys següents. El 1929, Nast va nomenar director artístic Mehemed Fehmy Agha, conegut com el Dr. Agha: canviarà la maquetació de la revista, el seu contingut [N 2], i contractarà nous fotògrafs per a les edicions de Condé Nast, animant Horst. Va ser substituït a l'inici de la guerra per Alexander Liberman que tindria una influència considerable en el contingut i la forma de la revista.
La il·lustració omnipresent perd simbòlicament el seu monopoli: Vogue publica el seu número de juliol de 1932 amb la primera portada feta a partir d'una fotografia en color: aquest serà l'inici de la influència de la fotografia de moda; a finals de la dècada de 1930, la il·lustració pràcticament haurà desaparegut de les portades. El surrealisme s'apodera de les pàgines de la revista. The Vanity Fair, en la seva versió històrica que data de 1913 i que també pertany a les edicions Condé Nast, està en la ruïna: es va fusionar amb Vogue el 1936. Però Vogue està perdent part de la seva supremacia davant de Harper's Bazaar, que té la seva època daurada al voltant de la Segona Guerra Mundial [N 3]; Des de la Depressió de 1929 fins al conflicte de mitjan segle, les vendes van caure en general, tot i que aquests dos períodes concrets van veure augmentar les subscripcions, amb la revista que oferia somnis als nord-americans en temps difícils.
Després de la Guerra, la il·lustració a Vogue, així com a totes les altres revistes de moda, va veure els seus últims anys de glòria amb, entre d'altres, els francesos Marcel Vertès o René Gruau que van publicar els seus dibuixos a l'edició americana. La revista, després de la victòria dels aliats i del lideratge dels nord-americans, va fer un gir més internacional, i la sèrie de fotografies de moda es van fer per tot el món, els viatges aeris es van fer més democràtics.

### Jessica Daves 1952 - 1963
Jessica Daves (1894 - 1974) va ser nomenada redactora en cap, per consell de Chase, el 1952: aquesta no té l'aspecte habitual dels editors de Vogue. Integrarà l'art a la revista a més de la moda, i contractarà Bruce Davidson com a fotògraf de moda el 1961. Coneixerà la revolució del prêt-à-porter i hi adaptarà la revista.

Samuel Irving Newhouse, Sr. compra les Éditions Condé Nast el 1959 i tres anys més tard, contracta Diana Vreeland, alashores a Harper's Bazaar, per
| « | aportar una mica d'extravagància | » |

à Vogue.

### Diana Vreeland 1963 - 1971
Diana Vreeland es va convertir en redactora en cap a principis de 1963. Té a Grace Mirabella com a ajudant durant diversos anys. Juntes, aproparan la revista als joves i després a la revolució sexual. La il·lustració, que vivia les seves últimes hores, desapareix gairebé completament quan arriba Vreland. Les millors models de l'època estan a Vogue: Suzy Parker, Twiggy, Penelope Tree, Veruschka, Lauren Hutton... El contingut de la revista canvia de direcció: la dona glamurosa, elegant i refinada desapareix en favor d'una dona activa més jove, independent o dinàmica.

### Grace Mirabella 1971 - 1988
El 1973, American Vogue es va convertir en un mensual. Durant la dècada de 1970, la revista va publicar fotos de noies joves, i Nastassja Kinski, llavors amb quinze anys, va aconseguir l'èxit del número de Nadal de 1976.
Sota la direcció de Grace Mirabella, que es va incorporar a Vogue als anys 50, la revista es transformarà profundament per adaptar-se als canvis de la societat i de l'estil de vida dels seus lectors. A la dècada de 1970, la moda heretada dels anys 60, era més pràctica, i les dones treballaven. En contrast amb Diana Vreeland, a qui havia substituït de sobte, sorprenent a tothom, Grace Mirebella va assolir en els seus 17 anys de carrera triplicar la tirada, superant àmpliament el milió d'exemplars; malgrat tot, criticant diverses personalitats del camp de la moda i en conflicte amb Alexander Liberman el director editorial de totes les publicacions de Condé Nast, serà acomiadada, assabentant-se del seu acomiadament pels diaris, ningú no li ho va dir. Anna Wintour, més jove i procedent de la Vogue britànica, la succeeix.

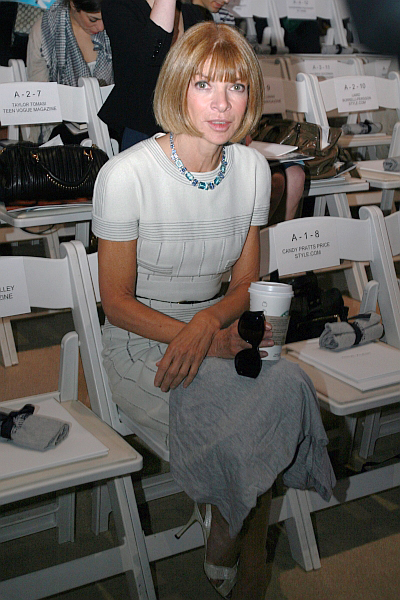
Anna Wintour el 2007

### Anna Wintour 1988 -
L'actual redactora en cap de Vogue als Estats Units és Anna Wintour, considerada
| « | la dona més influent de la moda | » |

. Està assistida per Grace Coddington. Anna Wintour va inspirar el personatge de la redactora de la novel·la El diable porta Prada, adaptada per al cinema amb Meryl Streep en el paper. La dècada dels noranta també va veure en part eclipsada la importància de l'edició americana, a favor de Vogue Itàlia, assumida per Franca Sozzani en aquell moment i que es va convertir en un referent mundial. Però l'edició americana és la més potent, i competeix amb Marie Claire, Harper's Bazaar o la WWD més corporativista.
Durant dècades, Vogue ha reflectit les principals tendències artístiques del seu temps, i no només l'alta costura. La revista s'ha centrat en la moda d'alta gamma i l'alta societat des dels seus inicis. Els seus lectors tenen, en general, un poder adquisitiu més elevat que els d'altres diaris. El Vogue americà és la Biblia dels compradors de prêt-à-porter de luxe, com Barneys o Henri Bendel, explica Marie Saeki, directora d'una agència de relacions públiques de Nova York que treballa amb joves estilistes. Per als models, fer la coberta és una marca de reconeixement molt valorada. Però des del 2001 i la recessió dels ingressos publicitaris als Estats Units, Vogue ha dedicat cada cop més portades a les celebritats, i va abandona les top models. Cap el 2011, la totpoderosa revista és comprada mensualment per 1,3 milions de lectors.
L'edició de setembre de l'edició dels Estats Units, anomenada The September Issue, és tradicionalment la tirada més grossa de l'any en nombre de pàgines i nombre de còpies venudes, amb un record establert el 2007 de 840 pàgines, incloses 727 de publicitat. Aquesta edició donarà dos anys més tard el documental The September Issue. Però el setembre de 2012, pels 120 ans de la revista, Vogue estableix un nou rècord mundial oferint 916 pàgines incloent-hi 658 d'anuncis, i un pes total de 2,4 kg. Lady Gaga és a la portada. Tres anys després, el 2015 Beyoncé, que excepcionalment es nega a concedir una entrevista a la revista nord-americana, passa a ser la portada d'aquest esdeveniment de 832 pàgines.
Avui, per la seva notorietat, Vogue és la revista de moda més potent del sector. La revista influeix molt en les tendències i reputacions arreu del món.